# Juan Gualberto Avilés
Juan Gualberto Avilés García-Espinosa (El Pedernoso, 12 de julio de 1799-Madrid, 30 de septiembre de 1865) fue un médico e historiador de la medicina español.

## Biografía
Hijo de un médico, nació en El Pedernoso (Cuenca) el 12 de julio de 1799. Años después, se trasladó junto con su familia a Torrejón de Velasco (Madrid), donde fue educado por el franciscano Cirilo Alameda y Brea, quien años más tarde llegó a ser arzobispo de Toledo y Avilés su médico de cámara. Empezó a estudiar medicina en la Universidad de Valencia y pasó luego a la de Madrid, donde se graduó. Comenzó a ejercer en el hospital de la Inclusa en 1827. En 1836, con motivo de la primera guerra carlista, fue nombrado ayudante provisional de Sanidad militar con destino al hospital de Madrid. Tras la contienda fue ascendiendo hasta obtener en 1854 el rango de subinspector de segunda clase, con el cual se retiró. Entre los cargos civiles que ostentó se encuentran el de socio residente del Instituto Médico Español desde 1840 —institución dirigida por Juan Fourquet—, vocal de la Junta Suprema de Sanidad y socio de número de la Real Academia de Medicina (concretamente la silla 45, que Manuel Iglesias y Díaz ocupó tras su fallecimiento), entre otros.
Federico Lletget lo consideró «discípulo predilecto» de Antonio Hernández Morejón, su suegro y autor de Historia bibliográfica de la medicina española. Fue Avilés quien editó a partir de 1842 esta obra tras la muerte de Hernández Morejón y tanto el obituario de Avilés en la revista El Siglo Médico como el discurso de ingreso a la Real Academia de Medicina pronunciado por Manuel Iglesias y Díaz en 1873 afirman que escribió «a lo menos tanta parte» como su suegro. También Marcelino Menéndez Pelayo advirtió la «diversidad de plumas» en la obra.
Avilés mantuvo un enfrentamiento con el también historiador de la medicina Anastasio Chinchilla, otro de los discípulos de Hernández Morejón y autor de Historia de la Medicina Española. Se acusaron mutuamente de plagiar la obra de su mentor, Chinchilla culpaba a Avilés de distanciarlo de Hernández Morejón y además tenían posturas opuestas en la polémica en torno a la unificación de la enseñanza de la medicina y la cirugía —Avilés era partidario de mantenerlas separadas y llegó a publicar, junto con otros médicos, un folleto anónimo respondiendo a su rival—.
Falleció el 30 de septiembre de 1865 víctima de una vómica.